# Hillsborough, Sheffield
Hillsborough är en stadsdel i nordvästra Sheffield, South Yorkshire i Storbritannien. Den ligger där floderna Loxley och Rivelin rinner upp i Don.
Inom stadsdelen ligger Hillsborough Stadium där Hillsborougholyckan inträffade 1989.